# Finike

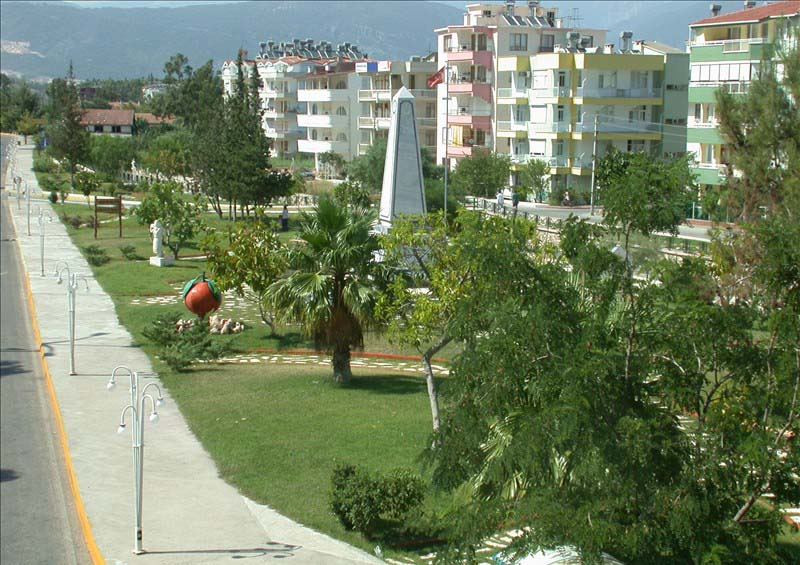
Vista da cidade de Finike com uma laranja, símbolo da cidade.

Finike, a antiga Fênico (Phoenicus) ou Fénix (português europeu) ou Fênix (português brasileiro), é uma cidade e distrito da província de Antália da Turquia, situada a 110 km a oeste da cidade de Antália. Finike fica no sul da península de Teke e é um popular destino turístico conhecido pelas suas laranjas, símbolo da cidade, e uma das mais conhecidas estâncias da Riviera Turca.

## História
Durante séculos, Finike, chamada Fênico pelos lícios, foi um porto comercial, que dependia da cidade de Limyra, a capital da Lícia. Fênico foi fundada pelos fenícios no século V a.C., e nomeada segundo os seus fundadores. No entanto, a área era habitada muito antes da chegada dos fenícios, e os arqueólogos encontraram vestígios de civilização perto da cidade de Elmalı mostrando que a península de Teke era habitada pelo menos desde 3 000 a.C.; o comércio ao longo da costa da Ásia Menor foi estabelecido pelos persas, que cederam a região à Lícia a seguir às derrotas frente aos exércitos de Alexandre o Grande. A costa ficou vulnerável para ataques dos sírios e gregos, vindos da ilha de Rodes, até que a cidade foi englobada no Império Romano e, posteriormente, no Império Bizantino.
Os bizantinos estiveram na região durante quase oito séculos antes da invasão dos exércitos árabes vindos da Península Arábica. A região foi tomada pelos seljúcidas no século XIII e depois pelo Império Otomano em 1426.

## Lugares de interesse
- As ruínas e a Ponte de Limyra perto de Limyra a poucos quilómetros a leste de Finike, com teatro, túmulos, sarcófagos e baixos-relevos da época da Lícia.
- A cidade antiga de Arycanda, num estreito vale na direção de Elmalı.
- As ruínas de Trysa, com um friso esculpido que representa Teseu, na estrada para Kaş.
- A gruta de Suluin.
- O casco de um navio mercante fenício datado de c. 1 200 a.C. e encontrado ao largo do cabo de Gelidonya.